# Luis Suñén
Luis Suñén García-Vaquero (Madrid, 1951) es un poeta, editor y crítico literario y musical español, padre del fotógrafo Rafael Suñén (Madrid, 1978).

## Biografía
Estudió filología hispánica en la Universidad Complutense de Madrid. Luego fue crítico en la ya desaparecida revista cultural Reseña, dirigida por la Casa de Escritores de los jesuitas. Conoció a Jaime Salinas cuando trabajaba en el Ministerio de Cultura de Javier Solana. Salinas lo tomó como ayudante en la Dirección General del Libro y allí aprendió el oficio de editor. Luego se lo llevó a la editorial Aguilar, en donde fue Director Adjunto; después fue Director Editorial de editorial Alfaguara, de Acento, de SM y de Espasa Calpe, así como director general de Alianza Editorial. 
Fue crítico literario en Abc Cultural, los diarios Informaciones, El País y en la revista Ínsula, publicaciones estas donde publicó numerosas reseñas y recensiones. Su primer poemario impreso fue El lugar del aire (Madrid: Hyperión, 1981), y sobresalen en especial El ojo de Dios (México: El Equilibrista, 1992) y Vida de poeta (Madrid: Ave del Paraíso, 1998). En su poesía ocupa un gran lugar la música y la introspección. Ejerce también la crítica musical como colaborador de El País. También hay colaboraciones suyas en las revistas Leviatán, Alacena y Cuadernos Hispanoamericanos, entre otras.
Dirige la revista Scherzo y el programa "Juego de Espejos" de Radio Clásica (Radio Nacional de España). Sobre una entrevista con el director de orquesta Antoni Ros-Marbà versa La música (Madrid: Acento, 1992). También ha realizado ediciones críticas (Jorge Manrique, Madrid: Edaf, 1988) y publicado dos antologías de Pedro Salinas (1984 y 1992), además de una adaptación del episodio nacional Zaragoza de Benito Pérez Galdós (Edelvives, 2008). Suele impartir cursos y másteres de Edición y de Gestión Cultural.
Como editor le cupo recuperar la obra de Miguel Espinosa, empezando por su novela Escuela de Mandarines y La fea burguesía en Alfaguara. También impulsó la carrera de Arturo Pérez Reverte publicando La tabla de Flandes, y las obras primerizas de Luisgé Martín y Luis Magrinyà.
Desde 2018 vive retirado en la aldea coruñesa de Perbes.

## Obras

### Lírica
- El lugar del aire (Hyperion, Madrid, 1981)
- Mundo y sí (Pamiela, Pamplona, 1988)
- El ojo de Dios (El Equilibrista-Universidad Nacional Autónoma de México, México D.F., 1992)
- Vida de poeta (Ave del Paraíso, Madrid, 1998)
- El que oye llover (Dilema, Madrid, 2007), su obra poética completa hasta ese año, que incluye el inédito Las manchas de la Luna. Ha publicado también un libro de conversaciones con el director de orquesta Antoni Ros-Marbà (La música, Acento, Madrid, 1994) y una adaptación de Zaragoza de Benito Pérez Galdós (Edelvives, 2008).
- Noroeste. Poemas y canciones (2015-2018). Madrid: Editorial Trotta, 2018.
- Volver y cantar, Madrid: Trotta, 2015.

### Otros
- Jorge Manrique, Poesías completas, ed. crítica de Luis Suñén. Madrid, 1980.
- Pedro Salinas, Antología poética, 1985.
- Pedro Salinas, Antología poética, 1992.
- Hombres y ciudades de España Madrid : Ministerio de Obras Públicas y Urbanismo, 1982.
- La música: hablando con Antoni Ros-Marbà, Acento Editorial, 1994